# 福本 (美作市)
福本（ふくもと）は、岡山県美作市の大字。郵便番号は701-2604（美作郵便局管区）。

## 概要
旧福本村、および後の英田町の中心地であり、役場が置かれていた。江戸期以来十丁谷15か村の物資の集散地として商業が発達した。

## 交通
- 美作市営英田バス
- 赤磐市広域路線バス
- 宇野自動車

バス以外の交通手段はない。

## 名所

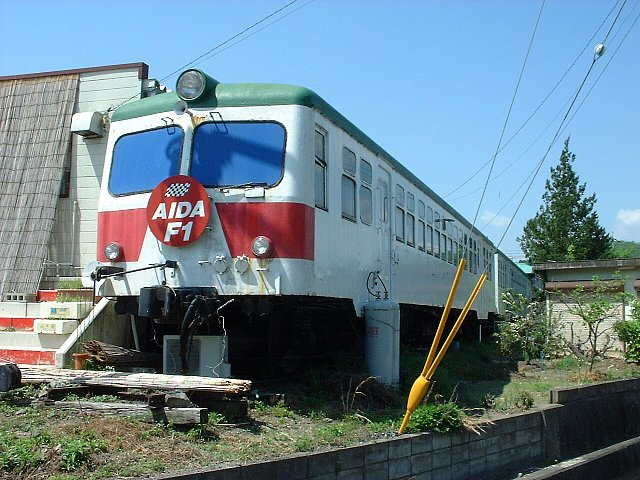
美作市福本で保存されていた頃のキハ7001とキハ7002

- 英田駅 - 元岡山臨港鉄道キハ7001・7002が2012年まで特産品販売所施設として利用されていた。